# Зайцев, Борис Михайлович (Герой Советского Союза)
Бори́с Миха́йлович За́йцев (4 января 1921, Атяшево, Симбирская губерния — 2 марта 1983, Саранск) — полковник Советской Армии, участник Великой Отечественной войны, Герой Советского Союза (1945).

## Биография
Зайцев Борис Михайлович родился 4 января 1921 года в селе Атяшево в семье рабочего. Окончил саранский аэроклуб (1938). Работал в ОСВОДе водолазом. В РККА с 1940 года. После окончания (1942) Чкаловской военной авиационной школы пилотов направляется на фронт (май 1943). Заместитель командира эскадрильи 783-го штурмового авиационного полка 199-й штурмовой авиационной дивизии 4-го штурмового авиационного корпуса 4-й воздушной армии. Летал на самолёте Ил-2. Участник Парада Победы на Красной площади в Москве 24 июня 1945 года. Член ВКП(б) с 1945 года. Окончил Высшие лётно-тактические курсы (1946) и Военную академию командного и штурманского состава ВВС КА (1959). В запасе с 1966 года. Проживал в Саранске, работал помощником директора по гражданской обороне Саранского завода «Электровыпрямитель». Умер 2 марта 1983 года.

### Подвиг
Во время боевых действий совершил 97 боевых вылетов, в которых сбил 2 самолёта противника. Указом Президиума Верховного Совета СССР от 18 августа 1945 года старшему лейтенанту Зайцеву Борису Михайловичу за умелую организацию боевой работы, отличную постановку штурманской службы в эскадрилье, за проявленные смелость и мужество при выполнении боевых заданий присвоено звание Героя Советского Союза с вручением ордена Ленина и медали «Золотая Звезда».

## Память
На доме по адресу: г. Саранск, ул. Пролетарская, 77, установлена мемориальная доска.